# Storia dei tredici
Storia dei tredici (Histoire des treize) è un romanzo di Honoré de Balzac pubblicato tra il 1833 e il 1839, riunendo in un unico libro tre sue novelle: Ferragus, La duchessa de Langeais e La ragazza dagli occhi d'oro. L'opera apre le Scene della vita parigina (Scènes de la vie parisienne), il terzo ciclo narrativo de La Comédie humaine.
All'interno dell'opera, l'autore fa la presentazione ufficiale di un gruppo di amici di diverse origini sociali, che si contraddistinguono per differenti ideali politici, visioni del mondo e obiettivi, ma che al tempo stesso sono legati tra loro da un patto non scritto di mutuo soccorso. 
La vita di tali personaggi si evolve in molti altri libri che compongono la celeberrima serie balzachiana, (tra cui Illusioni perdute e Papà Goriot), ed essi intervengono nelle vicende o anche solo appaiono in quelle scene di vita sociale che Balzac amava tanto descrivere. 
I tredici personaggi appaiono nella letteratura balzachiana giovanissimi e con pochi mezzi, alla ricerca di soddisfazione dei propri ideali e desideri. Nel corso di tutti i libri alcuni raggiungono i loro obiettivi, altri periscono, ma resta incrollabile la fiducia e l'alleanza che li lega, riempiendo i libri balzachiani di episodi di manifestazione di dedizione e coraggio.

## Edizioni italiane
- ed. Gaspare Truffi, 2 voll., Milano 1835
- ed. A. Gorlini, Milano 1928 (solo La fanciulla dagli occhi d'oro)
- ed. Sonzogno, Milano 1903
- ed. Lubrano, Napoli 1907 (solo La duchessa di Langeais, con il titolo Voluttà d'amore)
- ed. Armando Gorlini, Milano 1928
- trad. Amilcare Locatelli, Corbaccio, Milano 1930
- ed. Perrella, Roma 1945
- trad. Attilio Bertolucci, Guanda, Parma 1946; Garzanti, Milano 1969 ISBN 88-11-36650-X; SE, Milano 1990 ISBN 88-85357-96-2 (solo La fanciulla dagli occhi d'oro)
- trad. Maria Teresa Sposato, ed. F. De Silva, Torino 1948 (solo Ferragus)
- ed. Gherardo Casini, Roma 1960
- trad. Alessandro Prampolini, Sansoni, Firenze 1965
- trad. Claude Fusco Karmann, Garzanti, Milano 1970 (solo La duchessa de Langeais)
- trad. Emma Cremonese, Club degli editori, Milano 1973
- trad. Clara Lusignoli, nota introduttiva di Italo Calvino, Einaudi, torino 1973 (solo Ferragus)
- trad. Attilio Bertolucci, Barbara Besi Ellena e Claude Fusco Karmann, introduzione di Lanfranco Binni, Garzanti, Milano 1977 ISBN 9788811582021
- trad. Paola Masino, nota introduttiva di Giancarlo Marmori, Einaudi, Torino 1977 (solo La fanciulla dagli occhi d'oro) (poi con il saggio Hofmannsthal e Béguin lettori de La fille aux yeux d'or di Mariolina Bongiovanni Bertini) ISBN 88-06-12816-7
- trad. Vera Salvago, postfazione di Jean-Paul Sacy, L'editore, Trento 1990 (solo La duchessa di Langeais) ISBN 88-7165-040-9
- trad. Vera Salvago, prefazione di Hugo von Hofmannsthal, L'editore, Trento 1990 (solo La fanciulla dagli occhi d'oro) ISBN 88-7165-030-1
- ed. Sperling, Milano 1993 (solo La fanciulla dagli occhi d'oro) ISBN 88-7824-337-X
- trad. Lucio Chiavarelli, Newton Compton, Roma 1995 (solo La fanciulla dagli occhi d'oro) ISBN 88-7983-922-5
- trad. Maria Grazia Porcelli, introduzione di Francesco Fiorentino, Marsilio, Venezia 1996 (solo La duchessa de Langeais) ISBN 9788831759571
- trad. Angelita La Spada, Alia, Milano 2010 (solo La ragazza dagli occhi d'oro) ISBN 9788896321065